# 奥托·特里洛夫
奥托·特里洛夫（德語：Otto Trieloff，1885年11月17日—1967年7月6日），德国男子田径运动员，主攻短跑。他曾代表德国参加1908年夏季奥林匹克运动会田径比赛，获得男子混合接力银牌。